# Querol
Querol es un municipio y localidad española de la provincia de Tarragona, en la comunidad autónoma de Cataluña. El término municipal, ubicado en la comarca del Alto Campo, tiene una población de 591 habitantes (INE 2024).

## Geografía
Querol es un municipio de la provincia de Tarragona, demarcación del Campo de Tarragona, comarca del Alt Camp. Se ubica en el sector nororiental de la comarca, en el límite con las comarcas de Cuenca de Barberá, Alto Panadés y Anoia, y se extiende en su mayor parte a la izquierda del río Gaià, que atraviesa el territorio de N. a S. Forma parte del sector montañoso del bloque del Gaià, formado aquí en su parte más septentrional por contrafuertes de la sierra de Brufaganya (874 m. en su punto más alto) y en el centro y sur por la llanura de Ancosa, sierra que se inicia en Montagut (962 m), al S del término, y continúa por el término de la Llacuna (ya en la comarca de Anoia), con altitudes de 900 m. La parte derecha del río es accidentada, por los contrafuertes de la sierra de Comaverd (827 m de Las Agujas, 625 m del Tozal de Saburella).
Su término municipal limita con los municipios de Puente de Armentera (W) y Aiguamurcia (S), dentro de la comarca de Alt Camp, Pontons (E) y Santa María de Miralles (NE) dentro de Anoia, Santa Perpètua de Gaià (N), dentro de la Cuenca de Barberá.
El pueblo de Querol se encuentra sobre un montículo a 565 m de altitud, dominando la margen izquierda del río Gayá, en el sector occidental del término. Lo presiden las ruinas del castillo de Querol, de aspecto todavía imponente a pesar de estar cubiertas en una buena parte de vegetación, que da su característica silueta a la población. Las viviendas se ensartan en las vertientes del cerro. En la parte alta se levanta la iglesia parroquial de Santa María, pequeño edificio construido en épocas diversas. Consta de una sola nave, su bóveda es apuntada, tiene capillas laterales y el ábside es poligonal y su campanario es de planta cuadrada, acabado en una cubierta piramidal.

### Vecindad
Además del pueblo de Querol, cabeza del municipio, con el núcleo de Valldosera, comprende el pueblo de Esblada (20 hab.), los despoblados de Bonany y Montagut, la antigua cuadra e iglesia de Valldossera, el vecindario de Alameda, los antiguos castillos de Saburella y Pinyana.El pueblo de Querol se comunica con la propia comarca por una carretera local que viene del Puente de Armentera y que continúa hasta Esblada, al norte, donde se bifurca en una que la une con Santa Perpetua y más adelante con Santa Coloma de Queralt; y una otra que va hacia Santa María de Miralles, la Llacuna e Igualada.
Urbanizaciones:
Can LLenas, Mas Bermell, Masos de Bonany y Mas Gassons.

### Datos económicos
En el 1983, el término municipal de Querol contaba con unas 15 explotaciones agrarias de entre 0 y 5 hectáreas, unas 62 de entre 5 y 50 hectáreas, 31 de entre 50 y 200 hectáreas y 7 explotaciones de entre 200 y 1000 hectáreas.

## Historia
En el año 993, el territorio era de Ansulf de Gurb, originariamente vicario condal de Gurb, quien al testar en el año mencionado dejó tierras, algunas plantadas de viña, de los términos de sus castillos de Montagut, Querol y Pinyana al monasterio de Sant Cugat del Vallés. El territorio formaba parte de la zona fronteriza entre los condados cristianos, sobre todo de Barcelona, y los reinos de taifas de Tortosa y Lérida, zona también conocida como línea de castillos defensivos del río Gayá. 
En el 996, consta que Sendred y su mujer Matressinda lo vendieron, junto a otros de sus bienes ya citados, a Hug de Cervelló. Hacia el 1053, Guerau Alemán de Cervelló, que hasta aquel momento habría apoyado a la condesa Ermessenda de Carcasona en las disputas de su hijo el conde de Barcelona Ramón Berenguer I, puso en homenaje bajo la autoridad de este último los tres castillos mencionados y el de Pontils. El homenaje se repitió en 1062.
Aquellos castillos constituían parte de la baronía de Cervelló o de la Llacuna. En 1112, Ramón Berenguer III y su mujer Dulce de Provenza dieron a Guerau Alemany de Cervelló el dominio de Querol como agradecimiento (quizás por la ayuda y dinero que el noble había dejado anteriormente a la casa condal). En 1144 el mismo Guerau rendía homenaje al conde de Barcelona por siete castillos, entre ellos el de Querol. El pueblo debió de crecer a su alrededor, puesto que la bula de 1194 menciona la iglesia y su rector pagaba 60 sueldos por las décimas el 1279.
El derecho sobre el castillo y término de Querol y los otros castillos de los Alemán de Cervelló fueron confirmados varias veces por los condes de Barcelona y reyes de Aragón y de Valencia. A partir del siglo XIV, se menciona la baronía de Querol, centrada en el castillo. La baronía fue de los Cervelló hasta que, en 1528, pasó a los Barberà, castellanos de Vilafranca del Penedès. Hacia el 1597 pasó a los Saiol, que mantuvieron el uso del título hasta el fin del siglo XIX. 
Entre los señores de Querol destacó Ramón Alemany, muerto en la conquista de Mallorca. El castillo y el pueblo fueron saqueados e incendiados en el 1400 y recibieron múltiples embates en todas las guerras que asolaron el país. Formó parte de la Veguería de Vilafranca del Penedès hasta el 1716. Desde el 1716 hasta el 1833, pasó a formar parte del Corregimiento de Vilafranca del Penedès. Durante las guerras carlistas, el castillo sufrió importantes daños, de los que todavía no se ha repuesto.
Hacia mediados del siglo XIX, el lugar tenía contabilizadas 80 casas. Aparece descrito en el decimotercer volumen del Diccionario geográfico-estadístico-histórico de España y sus posesiones de Ultramar de Pascual Madoz de la siguiente manera:

QUEROL: l. en la prov. y dióc. de Tarragona (7 leg.), part. jud. de Montblanch (4), aud. terr., c. g. de Barcelona (12 1/2), ayunt. de Montagut (1): sit. en terreno escabroso, próximo al r. Gayá, y rodeado de elevados montes; goza de buena ventilacion, y clima sano; las enfermedades comunes son fiebres intermitentes. Tiene 80 casas de mala construccion; escuela de instruccion primaria; una igl. parr. (Sta. Maria) de la que es aneja la de la Esblada, y la de Salmellá, servida por un cura de primer ascenso, de provision real y ordinaria. Domina la pobl. el ant. cast. de su nombre, propio del baron de igual titulo; fue incendiado en 1400, y despues destruido dos veces siendo la última en 1833, en que lo abandonaron los carlistas, sitiados en él por las tropas de la Reina y Milicia Nacional. El térm. confina N. San Magi, Rocamora y la Llacuna; E. Montagut; S. Pont. de Armentera, y O. Sta. Perpetua; en él se comprende el pequeño l. de la Esblada. El terreno es de mediana calidad; participa de llano y monte poblado de pinos y carrascas; le fertiliza el mencionado r. Gayá, con cuyas aguas se riegan las huertas de sus márg. Los caminos son locales. El correo se recibe de Valls. prod.: trigo, legumbres, aceite y vino; cria ganado lanar y de cerda, y caza de conejos y perdices. ind.: 2 molinos harineros. pobl. y riqueza unida la de Esblada 52 vec., 358 alm. cap. prod.: 2.355,583. imp. 70,667.
En lo ant. Querol era v. populosa con una fortaleza de importancia. En el año 1400 fue destruida por un incendio, y reedificada de nuevo, volvió á serlo por otro incendio en las guerras posteriores. En todas las que han afligido al pais ha tenido que sufrir Querol de un modo notable. En 1833 obtuvieron en ella un triunfo los urbanos de Sta. Coloma sobre el carlista Balsé.
(Madoz, 1849, p. 313)

## Símbolos

### Escudo
Escudo losanjado: de oro, un castillo de gules abierto acostado de dos ciervos de azur. Por timbre, una corona de barón.
Fue aprobado el 6 de abril de 1999.
El castillo de Querol, del siglo X, presente en el escudo, fue el centro de una baronía desde el siglo XIII. Perteneció a los Cervelló, representados aquí por duplicado por sus armas parlantes: un ciervo de azur sobre camper de oro.

## Demografía
Cuenta con una población de 591 habitantes (INE 2024).
| Gráfica de evolución demográfica de Querol entre 1842 y 2021                                                          |
| |
| Población de derecho según los censos de población del INE. Población de hecho según los censos de población del INE. |

### Núcleos de población
Querol está formado por tres núcleos o entidades de población. 
| Entidad de población | Habitantes (2005) |
| -------------------- | ----------------- |
| Esblada              | 20                |
| Querol               | 45                |
| Valldossera          | 294               |

| Gráfica de evolución demográfica de Querol entre 1717 y 2006                             |
|                                                                                          |
| Fuente: Instituto Nacional de Estadística de España - Elaboración gráfica por Wikipedia. |

## Administración y política
| Periodo   | Nombre                  | Partido                                                                                     |
| --------- | ----------------------- | ------------------------------------------------------------------------------------------- |
| 2003-2007 | Alberto Carreño Soriano | CiU                                                                                         |
| 2007-2011 | Miquel Uroz Mendioroz   | PSC                                                                                         |
| 2011-2015 | Jordi Pijoan Parellada  | Esquerra Republicana de Catalunya                                                           |
| 2019-2023 | Jordi Pijoan Parellada  | Grup Polític de la Coalició d'Independents per Querol-Entesa de Progrés Municipal (CiQ-EPM) |

## Monumentos y lugares de interés

### Castillo de Querol

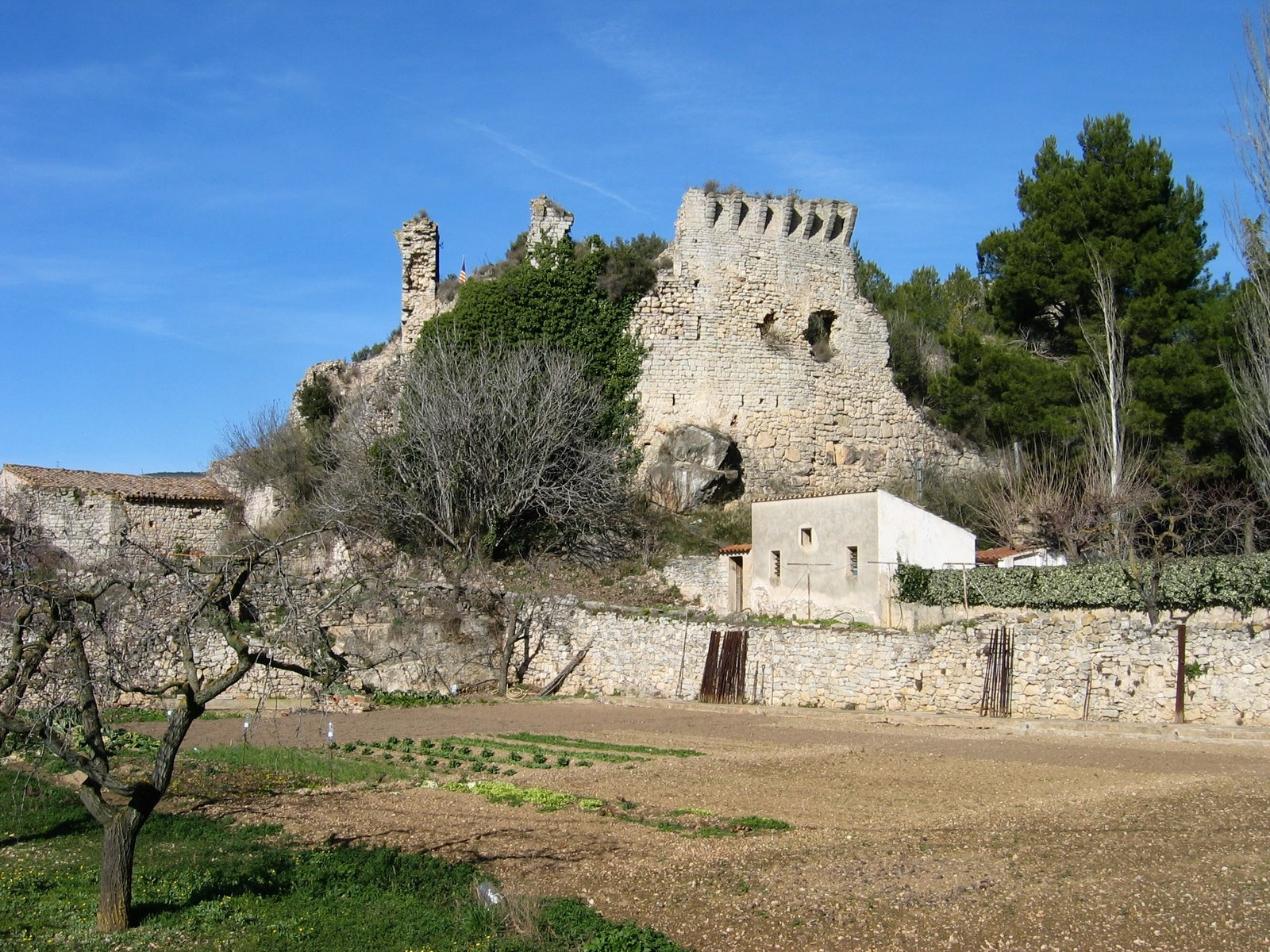
Ruinas del castillo de Querol

Documentado desde el siglo X, se encuentra a la parte más alta del núcleo. Perteneció a la familia de los Cervelló y desde el siglo XIV centraba la jurisdicción señorial de la baronía de Querol. En 1835, durante la primera guerra carlista, fue derruido por una partida de tropas liberales. El conjunto, a pesar de que se encuentra muy malogrado, todavía conserva elementos interesantes (restos de torres circulares, ventanas, matacanes y varios arcos ojivales y de medio punto). El 1985 fue declarado bien de interés cultural.

### Castillo de Pinyana

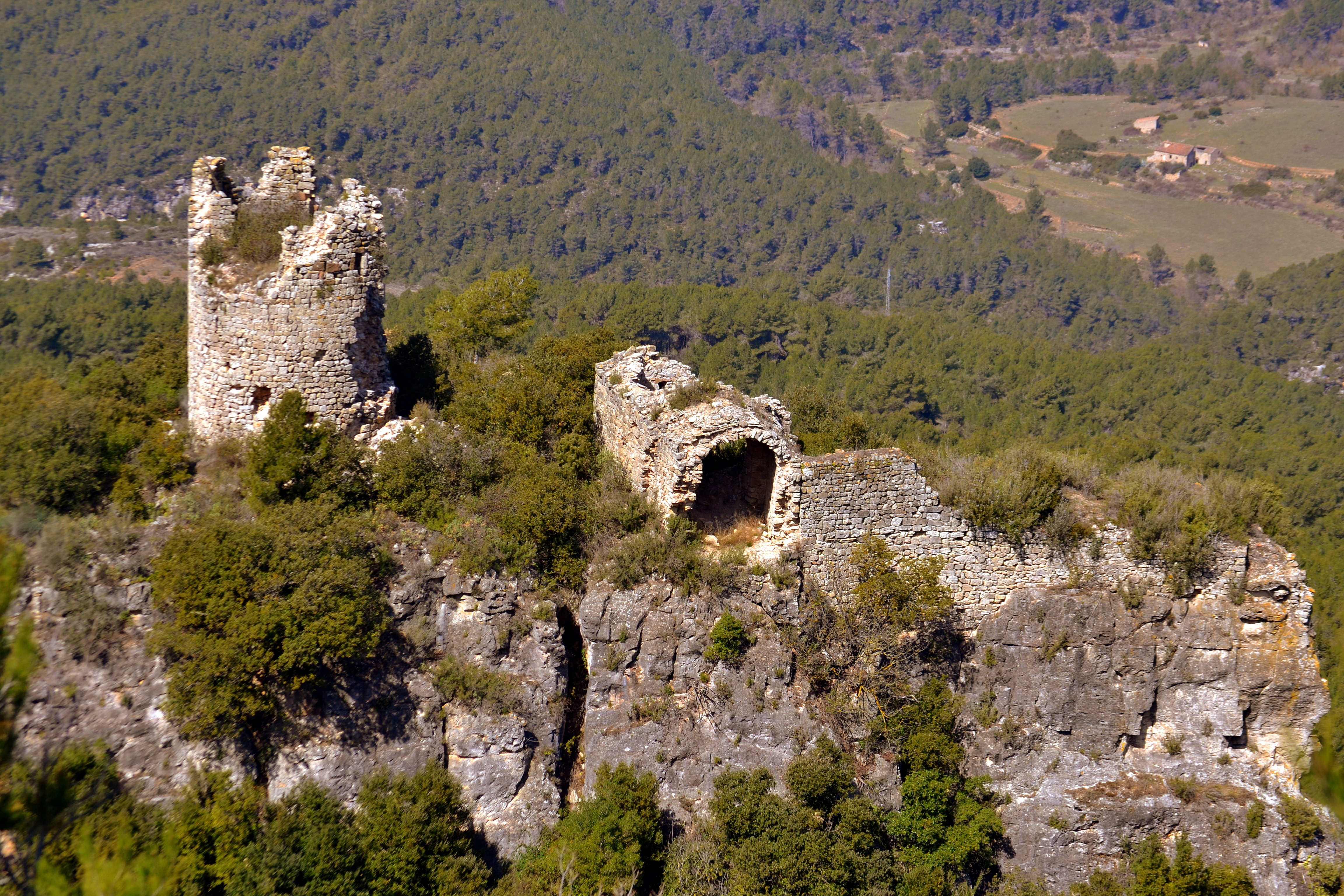
Ruinas del castillo de Pinyana

Encima de una cumbre cerca de la carretera del Puente de Armentera, se encuentra documentado desde el año 986 (en una carta del rey Lotario) en adelante. En 1023 aparece como uno de los bienes que la condesa Ermessenda empeño a favor de su hijo, Berenguer Ramon I. Durante el siglo XI pasó a manos de Guerau Alemany de Cervelló y en 1269 fue cedido al monasterio de Santes Creus. En 1480 los diezmos que todavía percibían los Alemán fueron cedidos al monasterio y en 1565 ya era del Puente de Armentera. En la actualidad, solo se conservan parte de los muros del castillo, una torre de planta circular y los restos de la capilla de Santa María de Pinyana, de planta rectangular y vuelta de cañón con un ancho arco de medio punto. En 1985 fue declarado bien de interés cultural.

### Castillo de Saburella

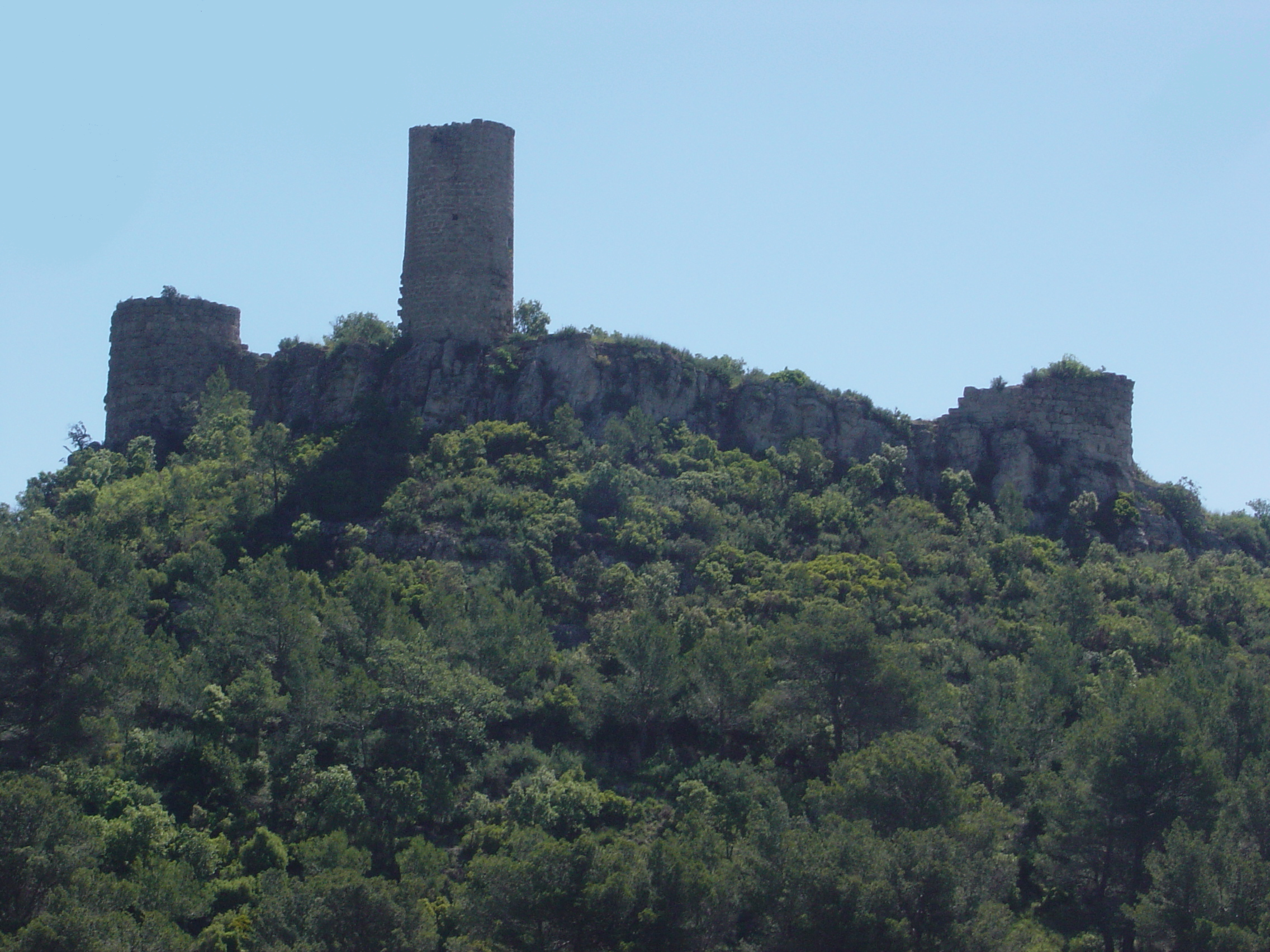
Vista de las ruinas del castillo de frontera de Saburella, en Querol

Situado a la derecha del río Gaià, perteneció al linaje de los Cervelló. De la documentación relativa al castillo se puede deducir que fue construido entre el 1193 y el 1229. Posteriormente, es documentado varias veces como posesión de Santas Cruces. En la actualidad, sólo se conservan dos torres de planta circular y un fragmento del muro de cierre del recinto fortificado. Al 1985 fue declarado bien de interés cultural.

### Iglesia de San Jaime de Montagut
Situada al pie de la cumbre del Montagut, es una construcción gótica, aunque dos bulas papales de 1154 y 1194 mencionan una iglesia anterior. A lo largo del tiempo, el edificio experimentó diversas modificaciones, principalmente en los siglos XVII y XVIII, en que se realizó una reforma interior en estilo neoclásico. Es de una sola nave, de dos tramos, siete capillas absidales y cubierta con vueltas de crucería. La puerta de acceso, en la fachada sur, está formada por tres arcos de medio punto. Exteriormente, el ábside es poligonal, de siete lados, con contrafuertes en los ángulos. La cubierta es de teja a dos vertientes. En los últimos años, se han consolidado y recuperado las estructuras más antiguas, eliminando las molduras y los altares de los siglos XVII-XVIII. En 1981 se incoó expediente de declaración de bien de interés cultural.

### Iglesia de Santa María
Situada en lo alto de la población, esta iglesia parroquial es de origen medieval, aunque la complejidad de su estructura refleja las ampliaciones y modificaciones sufridas a lo largo del tiempo. Es de una sola nave cubierta con vuelta apuntada, capillas laterales con vuelta apuntada y de crucería y ábside poligonal. La puerta de arco de medio punto se abre al muro de la Epístola. Encima del tejado se levanta el campanario, de planta cuadrada, aperturas de arco de medio punto y cubierta piramidal. Sobre la valla del cementerio se conservan cinco estrellas funerarias.

### Iglesia de San Jaime de Esblada

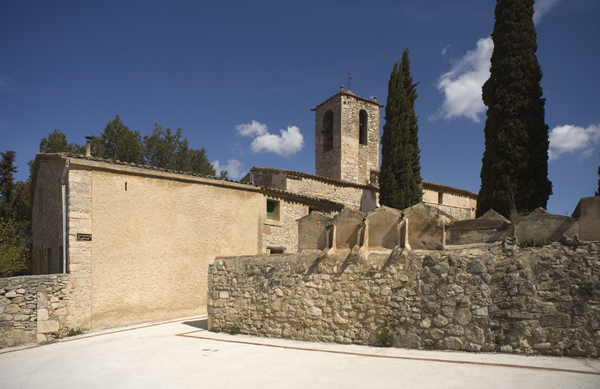
Iglesia de San Jaime, en el pueblo de Esblada, término municipal de Querol

En el núcleo de Esblada, su origen se sitúa en la época románica, si bien a lo largo de los años el edificio ha experimentado varias modificaciones. Es de planta rectangular, con una sola nave cubierta con vuelta de cañón, ábside semicircular y tejado a dos vertientes. La nave presenta dos ensanchamientos laterales. El corazón está situado a los pies. Tiene sectores enlucidos y pintados. La puerta de entrada en la fachada sur, a la que se accede por una escalera de ocho escalones. En la parte superior del muro hay un reloj de sol. El conjunto se completa con un campanario de planta cuadrada, que tiene aperturas de arco escarzano y cubierta de pabellón. Se conserva una pila bautismal.

### Iglesia de Santa María de Valldossera
El 1162 se documenta un santuario en relación con la adquisición del lugar por el monasterio de Santes Creus, aunque su construcción debía ser anterior. La actual iglesia es del 1685. En 1869, la sede parroquial se trasladó de Montagut a Valldossera. Durante la guerra civil del 1936-1939, la iglesia sufrió destrozos considerables. Recientemente ha sido objeto de una restauración. Es de planta rectangular con ábside plano y cubierta de teja a dos vertientes. La fachada presenta una composición simétrica, con puerta central de arco de medio punto, oculo superior y campanario de pared. Al cuerpo del edificio se le han añadido dos cuerpos laterales con cubierta de una vertiente.

### Otros edificios
Mas Esplugues
Situada a la parte norte del municipio, al "Clot de la Vall", formado por dos cuerpos principales perpendiculares, de planta rectangular, cubierta de teja a dos vertientes y otras construcciones auxiliares.
La Casa Gran
Situada cerca de la ermita de Valldossera, se desconoce su origen. El conjunto ha experimentado varias ampliaciones y modificaciones a lo largo del tiempo. Se trata de un edificio de planta rectangular, con planta baja y piso, precedido de un jardín. Los elementos más destacables de su fachada principal son la puerta principal, de arco de medio punto, una ventana germinada y una galería de arco de medio punto que hace esquina. En el interior destaca el vestíbulo, con una estructura de cuatro arcos de piedra que descansan sobre una columna central.
El Molinet de Valldossera

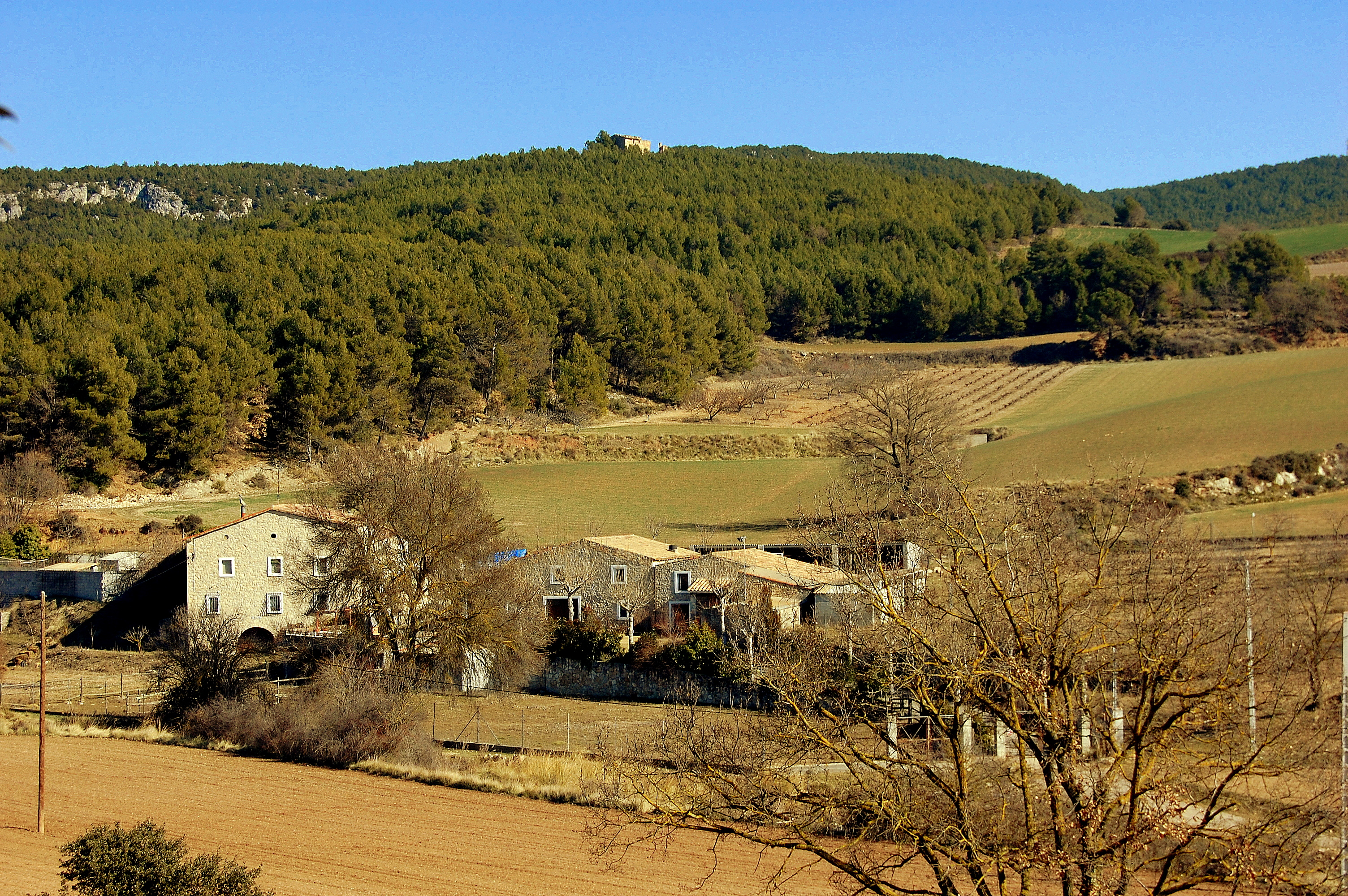
Molinet de Valldossera

Se annexa una fotografía de este inmueble, inscrito como Bien Cultural de Interés Local (BCIL) en el Inventario del Patrimonio Cultural catalán con el código IPA-14589.

### Árboles monumentales
El pino de los cuatro troncos
Se encuentra unos 250 metros por debajo de la carretera Querol-Montagut, en el límite con el primer cultivo de viña. Es un impresionante pino que, a partir de un metro de altura, se divide en cuatro cañones que llegan a 20 metros de estatura.
La encina de la Casa Nueva de Bonany
La encontramos en la era de la Casa Nueva, cerca de la carretera de Querol-Pla de Manlleu, a unos 500 metros del cruce entre esta carretera y la de Santes Creus-Pontons. Encina muy muy conformada, de 3,96 metros de vuelta de cañón y 13,5 metros de estatura, a la cual se le calculan unos 400 años de edad. Su estado general y vital es bueno, hace sombra a toda la era, donde hay una mesa formada por piedras de molino.